# بتما
بتما (به انگلیسی: Betma) یک منطقهٔ مسکونی در هند است که در Indore district واقع شده‌است. بتما ۱۲٬۵۲۹ نفر جمعیت دارد.